# Jutasi Zoltán
Jutasi Zoltán (Budapest, 1971. szeptember 21. –) magyar közgazdász, üzletember. A Budapesti Közgazdaságtudományi Egyetem vezetés-szervezés és logisztika szakán szerzett diplomát 1997-ben. Egyetemi évei alatt az EVK Szakkollégium tagja volt.
2007 és 2013 között az építőipari KÉSZ Csoport és az akkor legnagyobb magyar tulajdonú informatikai vállalkozás, a SYNERGON csoport befektetője és vezérigazgatója. 2015-től a NAVIGATOR csoport alapítójaként és vezérigazgatójaként többek között generációváltással küzdő ipari vállalkozásokat vásárol fel és működtet.

## Tanulmányai
1990-ben érettségizett az ELTE Radnóti Miklós Gyakorló Gimnáziumban, majd a Budapesti Közgazdaságtudományi Egyetemen (ma Budapesti Corvinus Egyetem) szerzett közgazdászdiplomát 1997-ben. Jutasi aktív volt az egyetemi diákközéletben is, 1993-tól tagja volt az akkor újonnan alakuló Közgázos Szakkollégiumnak, az EVK Szakkollégiumnak (akkor: Egyetemi Vállalkozói Kollégium).

## Menedzseri pályafutása
Első cégét még egyetemistaként 1995-ben alapította. Az eltelt negyed évszázadban számos vállalatfelvásárlási tranzakcióban vett részt vevőként és eladóként egyaránt. 2006-tól a NAVIGATOR Investments Zrt. alapítója és vezérigazgatója, a 2022-es tőzsdei bevezetést követően a NAVIGATOR Investments Nyrt. igazgatóságának elnöke. Szakterülete a vállalatfelvásárlási tranzakciók és a generációváltás. Több magyar közepes és nagyvállalat válságkezelésében és reorganizációjában vett részt, többek között a KÉSZ Holdingnál és a Synergon Informatikai Nyrt-nél irányította a strukturális és pénzügyi gondokkal küzdő vállalkozások megmentését. Társbefektetőként részt vett a Morando Kockázati Tőkealap létrehozásában, valamint 2005-ig tagja volt a Wallis Zrt.-be tömörült csoportnak is. A portfólióban kezelt cégek összes árbevétele az irányítása alatt meghaladta az 500 millió dollárt. A vezetett és részben tulajdonolt vállalatok összes eredménye ebben az időszakban összegezve elérte a 100 millió dolláros nagyságrendet.

## Befektetői karrierje
A NAVIGATOR Investments Nyrt. alapítója, fő részvényese és az igazgatóság elnöke. A Budapesti Értéktőzsde Xtend piacára 2022-ben bevezetett Társasággal ipari, termelő vállalkozásokat vásárol fel és működtet. A 2015-ben megkezdett stratégia részeként a felvásárlások mellett a NAVIGATOR vezetőjeként és fő részvényeseként tanácsadói csapatával piacvezető lett a KKV-k részére létrehozott Xtend piacon, ahol olyan cégek munkáját segítette, mint a DM-KER, a Gloster Infokommunikációs Nyrt., vagy a Goodwill Pharma Nyrt.

## Közéleti tevékenysége
A 90-es évek közepén, mint fiatal vállalkozó, országos választmányi tagja volt az egyik legnagyobb magyar munkáltatói szervezetnek, a Vállalkozók Országos Szövetségének (VOSZ). 2007-ig alelnöke a Chikán Attila nevével fémjelzett Magyar Logisztikai, Beszerzési és Készletezési Társaságnak, 2011-2015 között Zoboki Gáborral (a MÜPA építésze) együtt elnökségi tagja a Duna Fővárosa Egyesületnek. Jutasi Zoltán 2014-ig a Magyar Szinkronúszó Szövetség elnökségében is szerepet vállalt.

## Jelentősebb projektjei
- OVSZ (Országos Vérellátó Szolgálat) vérkészítmény logisztikai rendszer bevezetése
- Graboplast ERP rendszer bevezetése
- Kulturális Örökségvédelmi Hivatal nyilvántartó rendszerének bevezetése
- Antenna Hungária IT Outsourcing projektje
- NAVIGATOR Csoport fúziója és eladása
- KÉSZ Csoport felvásárlása
- SYNERGON csoport felvásárlása
- NAVIGATOR Investments Nyrt. tőzsdei bevezetése és zártkörű tőkeemelése

## Kitüntetései, elismerései
- BÉT Legek 2022 díj - Az év kijelölt tanácsadója a BÉT Xtend piacon